# Medicina de l'antiga Grècia

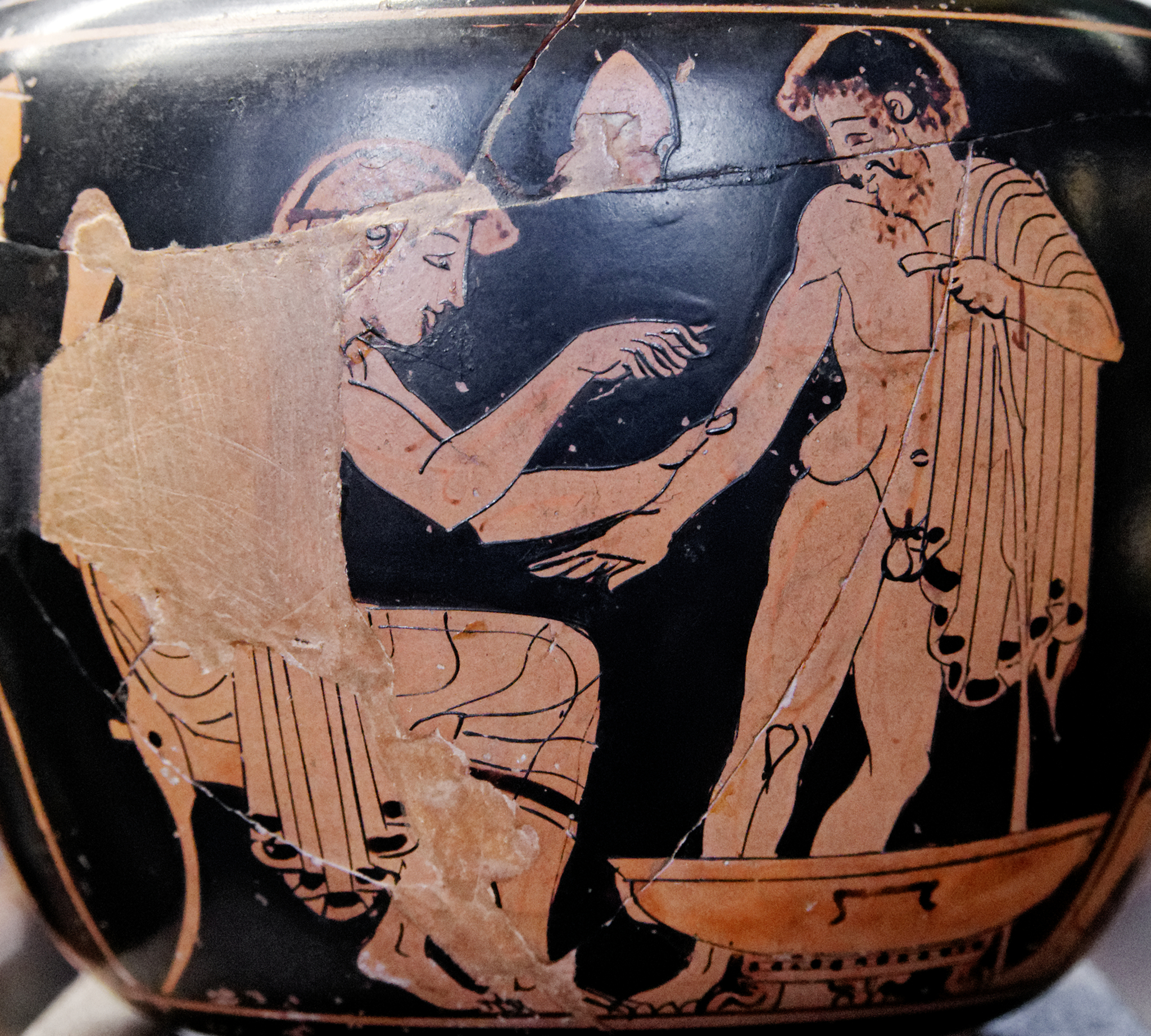
Metge tractant un pacient. Aríbal de figures vermelles del Pintor de la Clínica, ca. 480-470 aC, Museu del Louvre.

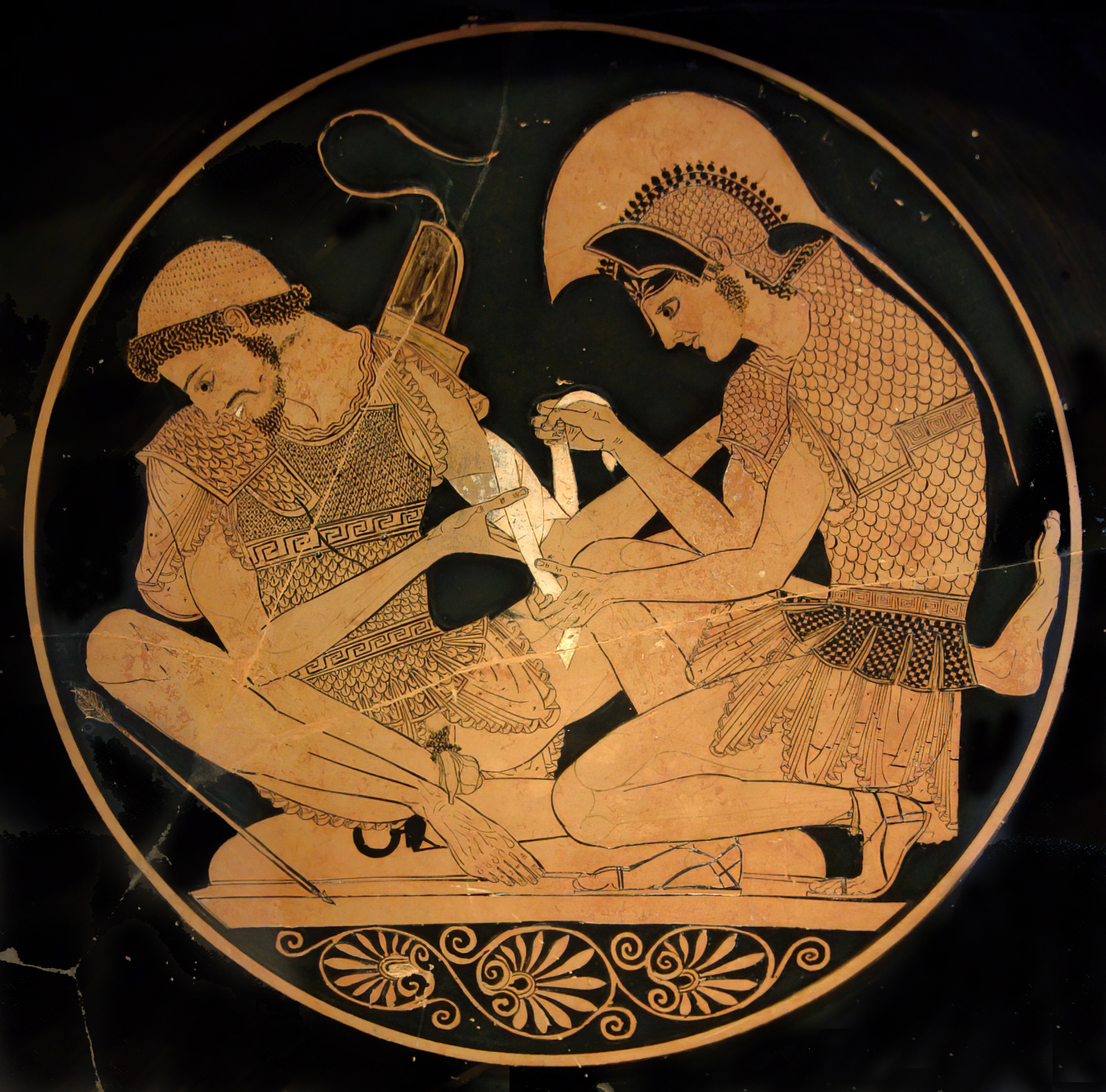
Aquil·les embenant Pàtrocle. Cílix de figures vermelles de Sòsies, ca. 500 aC, Altes Museum (F 2278).

La medicina de l'antiga Grècia és el conjunt de teories i de pràctiques dels antics grecs entorn de la salut, ampliades constantment a través de nous conceptes i assaigs. En la medicina grega antiga es consideraven molts components, que entrellaçaven allò espiritual amb allò físic. En concret, els antics grecs creien que la salut es veia afectada pels humors, la ubicació geogràfica, la classe social, la dieta, els traumes, les creences i la mentalitat. Al principi, els antics grecs creien que les malalties eren «càstigs divins» i que la curació era un «regal dels déus». A mesura que van continuar els assajos, en què les teories es van provar amb símptomes i resultats, les creences espirituals pures sobre «càstigs» i «regals» es van substituir per un fonament basat en allò físic, és a dir, la causa i l'efecte.
Els termes grecs antics utilitzats per referir-se a la medicina (grec antic: τέχνη ιατρικἠ, tekhne iatrikè, lit. ‘tècnica o art de la curació’), al metge (grec antic: ἰητήρ κακόν, ieter kakon, lit. ‘el que guareix allò dolent’) o al cirurgià (grec antic: χειρουργεῖν, khirurguín, lit. ‘treballador de les mans’) demostren que entenien la medicina com una ciència.
La Ilíada esmenta com a metges els guerrers aqueus Macàon i Podaliri, dos fills d'Asclepi, déu de la medicina, i el déu Peà, metge dels déus. El primer es va encarregar, sobretot, de guarir Menelau, ferit per una fletxa. Va començar per examinar (grec antic: ἰδεῖν ideĩn, lit. ‘veure’) el malalt i després de retirar la fletxa, va desvestir el ferit, va succionar la sang de la ferida i li va aplicar medicaments (grec antic: φάρμακα, fàrmaka), sobre els quals no se sap més detalls, llevat que li van ser oferts pel centaure Quiró a Asclepi, qui els va lliurar a Macàon.
La medicina ja era reconeguda parcialment com un art: «Un home que és metge és equivalent a molts [d']altres», declara Idomeneu a propòsit de Macàon, una fórmula que esdevindrà proverbial. Atès que la Ilíada dona més importància a Macàon que a Podaliri, els comentaristes antics han suggerit que Homer veia Macàon com un cirurgià, mentre que considerava el seu germà un simple metge: de fet, el seu nom vindria de μάχαιρα (màkhaira, lit. ‘ganivet’). Peà tracta igualment Hades, ferit per una fletxa llançada per Hèracles: estén medicaments (grec antic: φάρμακα, fàrmaka) sobre la ferida, i aquest cop especifica que són analgèsics.
L'Odissea esmenta metges de professió: el porquer Eumeu diu de la figura del metge (grec antic: ἰατήρ iater, lit. ‘el que guareix’) que forma part dels «artesans que donen servei a tots», com el teuler o l'aede, però també l'endeví. En un altre lloc, el poeta ret homenatge a la ciència mèdica dels egipcis, que qualifica de «fills de Peà».

## Medicina i religió

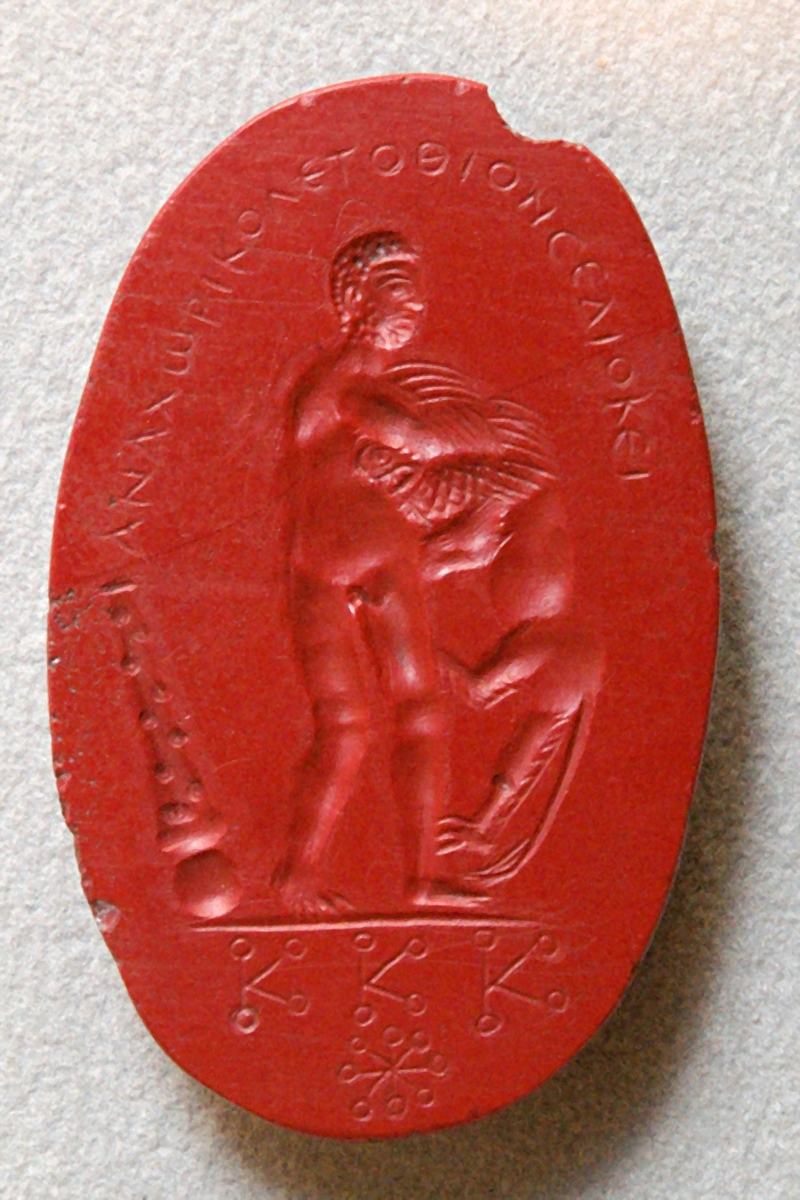
Entallament màgic de jaspi vermell amb Hèracles i la inscripció «Ves-te'n, bilis, la divinitat et persegueix», Cabinet des Médailles, Biblioteca Nacional de França.

Molts grecs recorrien a pràctiques màgiques o religioses per curar-se. En general, els cultes curatius de l'antiga Grècia es caracteritzen per estar ubicats fora de les ciutats: desenvolupats tardanament, es van establir als afores de les ciutats. Així, Asclepi va ser adorat primer a Trica (Tessàlia) i després en ple camp, prop d'Epidaure. A Corint, com a Atenes, Delos o Cos, el déu es va instal·lar lluny de l'aglomeració. Per tant, la visita al santuari requeria una excursió. Un altre fet distintiu dels santuaris és que solien estar vinculats a un brollador o a un riu les aigües del qual posseïen propietats beneficioses.
La majoria de les vegades, el déu guaridor actuava per «incubació»: era el cas de l'Asclepi a Epidaure o Atenes, o d'Amfiarau a Oropos i Tebes. El ritual començava per un bany de purificació al malalt i seguia amb un sacrifici relativament modest i, per tant, accessible a tothom. A Epidaure, el pacient també havia d'entonar un peà en honor a Apol·lo i Asclepi. Aleshores, el pelegrí s'adormia sota el pòrtic sagrat (grec antic: ἄϐατον àbaton) —almenys a Oropos, Pèrgam i Epidaure, cada sexe tenia un pòrtic propi. Els més afortunats es beneficiaven, durant el seu son, d'una aparició del déu; aquest, en tocar la part malalta del cos, la guaria. Aquest procés era l'enkoimesis (grec antic: ἐγκοίμησις), si bé el déu també podia acontentar-se a dictar al pacient una llista de medicaments que aquest s'afanyaria a obtenir un cop despert.
Les esteles trobades a Epidaure, una mena d'exvots, mostren que Asclepi curava tota mena de malalties: tractava les úlceres i curava les malalties de la pedra com també retornava la vista als cecs. «N'hi hauria hagut molts més», comenta Diògenes Laerci en parlar d'una altra deïtat curativa, «si haguessin estat ofertes per aquells que no havien sortit il·lesos». Sens dubte, els pacients no curats atribuïen aquest fracàs al caràcter insondable de la voluntat del déu.

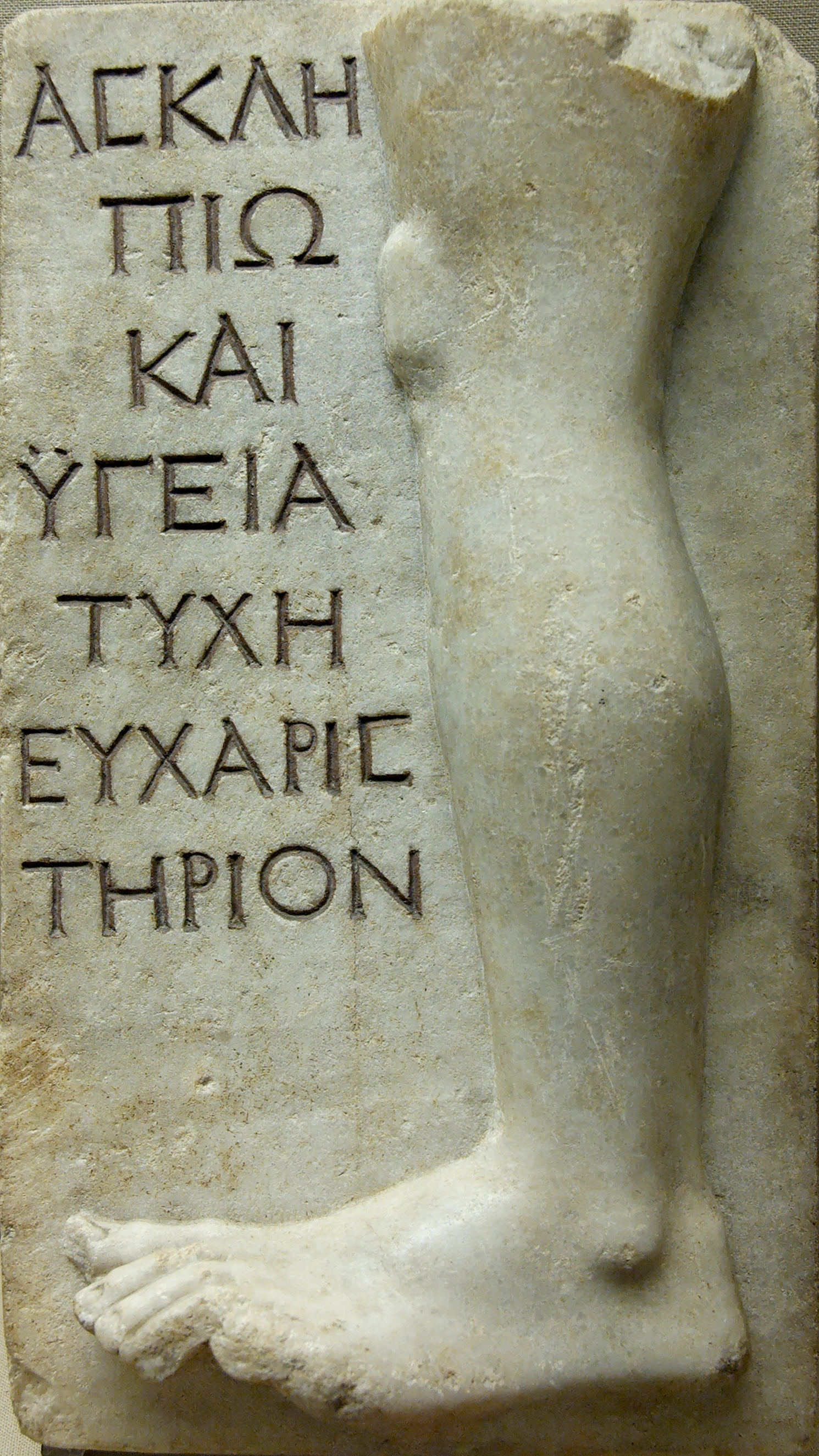
Relleu votiu dedicat a Asclepi i Higiea en agraïment per la curació d'una cama, ca. 100-200, Museu Britànic.

El tractament no era gratuït: a Oropos, el santuari exigia una contribució per la consulta a tots els visitants que volien ser curats, anomenada ἐπαρχή (eparkhé). Un cop pagada —el preu era d'una dracma beòcia a principis del segle iv aC—, el pacient rebia una làmina de plom amb la inscripció: «santuari d'Amfiarau– salut», que li servia de tiquet d'entrada. Un neòcor vigilava que ningú entrés sense pagar.
Algunes de les «ordenances» dictades pel déu s'han conservat i permeten una millor comprensió de les curacions testimoniades pels exvots. En primer lloc, cal destacar que al ritual es barrejava hàbilment la suggestió i la posada en escena. Després, el déu ordenava remeis simples (com ara cataplasmes i tisanes) i prodigava consells d'higiene: necessitat de fer exercici físic (esport i passejades), regulació del règim alimentari. Finalment, el component religiós en sentit estricte s'acompanyava generalment d'una autèntica cura termal, que incloïa banys i friccions. A Oropos, d'on no ha arribat cap prova de curació, els instruments mèdics descoberts testimonien la pràctica de la cirurgia.
Les malalties mentals eren també curades mitjançant pràctiques catàrtiques. Així, el cor de l'Hipòlit d'Eurípides distingeix tres tipus de «desconcert». Un era del tipus «pànic» (associat a Pan), un altre de tipus «llunàtic» (associat a Hècate, deessa lunar), i l'últim estava associat a Cíbele i als coribants. Hipòcrates va reprendre aquest tipus de consideracions, amb un esforç suplementari de tipologia, a Sobre la malaltia sagrada. La cura consistia generalment en una dansa ritual al so de la música frígia.
No era el ritual el que s'adaptava a la patologia, sinó a la inversa: si el malalt reaccionava als rituals d'un déu, era perquè el seu mal havia estat enviat per aquest déu. En absència de reacció, es passava al següent déu. Aristòfanes, a Les vespes, il·lustra la indiferència dels grecs en la naturalesa del tractament: l'important era que fos eficaç. El jove Bdelicleó va intentar tractar successivament el seu pare amb una cura hipocràtica (banys i purga), tractament mitjançant hipnosi pels coribants, i finalment una nit a l'Asclepeion d'Epidaure. Segons Isidor de Sevilla, després que Asclepi morís fulminat per un llamp, la medicina va estar prohibida fins que la va reprendre Hipòcrates.

## Medicina científica
La primera escola de medicina grega coneguda es va obrir a Cnidos l'any 700 aC. Hi va treballar Alcmeó, autor de la primera obra d'anatomia, i va ser en aquesta escola on es va fer servir per primera vegada la pràctica de l'observació de pacients. Més tard, Hipòcrates va fundar la seva pròpia escola a l'illa de Cos. Tot i el conegut respecte dels hel·lens per la medicina egípcia, en aquella època no hi va haver intents fructífers de traslladar l'experiència dels egipcis a sòl grec a causa de l'insuficient nombre de fonts escrites i de la dificultat de comprendre l'antiga terminologia mèdica. Tot i això, se sap que els grecs van manllevar moltes receptes de medicaments egipcis per als seus manuals mèdics. La influència d'Egipte es va fer més evident després de l'establiment de l'escola mèdica grega a Alexandria.
La medicina grega, tot i que era pragmàtica i estava fundada en l'observació, no escapava als pressupostos ideològics de les doctrines de l'època, i sobretot a la teoria aristotèlica dels quatre elements, en la qual es va inspirar la teoria hipocràtica dels humors, que constituiria el marc doctrinari de la seva escola.

### Aristòtil

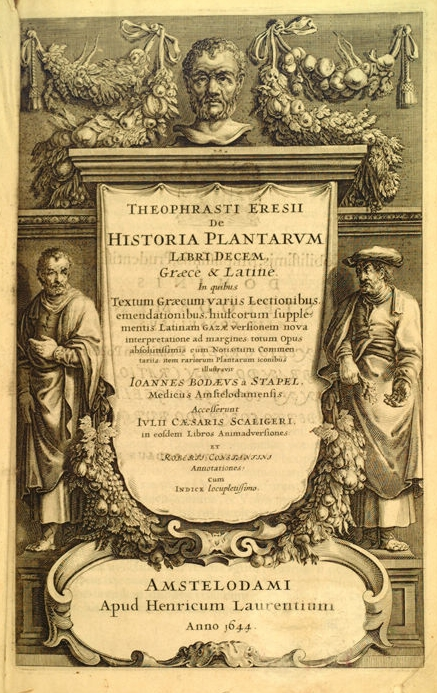
Frontispici d'una versió de 1644 de l'edició ampliada i il·lustrada de la Historia plantarum (vers 1200), que va ser escrita cap al 200 aC.

Aristòtil, el filòsof de l'antiga Grècia, ha estat el pensador més influent del món europeu des de l'antiguitat clàssica fins a l'edat mitjana. Tot i que el punt de partida del seu treball sobre la filosofia natural sigui purament especulatiu, els seus darrers escrits sobre biologia mostren un gran interès per l'empirisme, la causalitat a la biologia i la diversitat de la vida. Aristòtil, però, no va dur a terme cap experimentació, en estimar que els fets observats mostren llur veritable naturalesa en llur entorn natural, més que no pas en una reconstrucció artificial. Mentre que en el camp de la física i la química, aquest supòsit ha quedat en gran part obsolet, no és així en zoologia i etologia, on l'obra d'Aristòtil «conserva un interès real». Va fer innombrables observacions sobre la natura, especialment els hàbits i característiques de les plantes i animals que vivien al seu voltant, va dedicar una atenció considerable a la seva classificació. En total, Aristòtil va classificar 540 espècies animals i en va disseccionar almenys 50.
Aristòtil creia que un gran propòsit guiava tots els processos naturals. Aquesta visió teleològica va donar a la causa d'Aristòtil bases per interpretar les dades observades com l'expressió d'una concepció formal, per exemple suggerint que a la natura no hi havia cap animal que tingués banyes i ullals alhora, perquè això no hauria servit de res, i que la naturalesa en general donava a les seves criatures facultats limitades a allò que era estrictament necessari. De la mateixa manera, Aristòtil creia que les criatures s'organitzaven segons una escala de perfecció creixent partint de les plantes per arribar al seu màxim amb l'home: la scala naturae o «la gran cadena dels éssers vius».
A parer seu, el nivell de perfecció d'una criatura es reflectia en la seva aparença, però no estava predeterminat per aquesta. Un altre aspecte de la seva biologia dividia les ànimes en tres grups: una ànima vegetativa, responsable de la reproducció i del creixement, una ànima sensible, responsable de la mobilitat i de les sensacions, i una ànima racional capaç de pensar i reflexionar. Va atribuir la primera només a les plantes, les dues primeres als animals i totes tres a l'ésser humà. Aristòtil, contràriament als filòsofs anteriors, com els egipcis, situava l'ànima racional al cor, en comptes de fer-ho al cervell. Cal remarcar la distinció feta per Aristòtil entre sensació i pensament, que generalment anava en contra de les idees dels filòsofs anteriors, amb l'excepció d'Alcmeó de Crotona. Teofrast, successor d'Aristòtil al Liceu, va escriure una sèrie de llibres sobre botànica – Historia plantarum – que foren, fins a l'edat mitjana, l'aportació més important a la botànica de l'Antiguitat. Molts dels noms encunyats per Teofrast encara s'utilitzen en els temps moderns, com ara carpos per als fruits i pericarpi (pericarpion) per a la part del fruit que és al voltant de la llavor. En lloc de centrar-se en les causes formals, com havia fet Aristòtil, Teofrast va proposar un sistema mecanicista, i establí analogies entre processos naturals i artificials basades en el concepte de causa eficient d'Aristòtil. Teofrast també va reconèixer el paper del sexe en la reproducció d'algunes plantes superiors, si bé aquest darrer descobriment es va perdre en èpoques posteriors. Els conceptes biològics o teleològics d'Aristòtil i Teofrast, així com el seu èmfasi en una sèrie d'axiomes, més que no pas en l'observació empírica, van tenir un impacte que no es pot ignorar en la medicina hipocràtica i en la medicina occidental.

### L'aportació hipocràtica

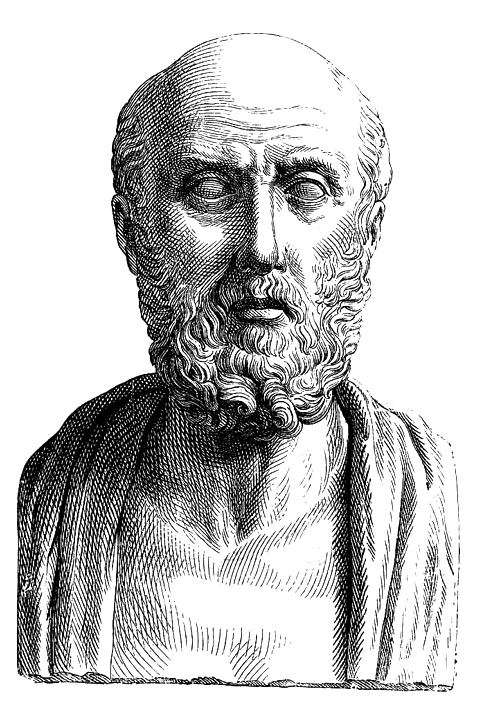
Hipòcrates

El desenvolupament científic de la medicina grega és tradicionalment atribuït a Hipócrates de Cos, metge del segle v aC. Se'l relaciona amb un conjunt de tractats, el Corpus hipocràtic, per bé que probablement cap d'ells no va ser escrit per ell. Abasten temes variats, com ara la ginecologia o la cirurgia, i es van difondre des de finals del segle v aC. fins al període hel·lenístic: generalment, s'estima, que es tracta d'una biblioteca d'una escola de medicina.
El Corpus hipocràtic conté els principals textos mèdics d'aquesta escola. Si bé inicialment es creia que havia estat escrit pel mateix Hipòcrates, avui en dia molts estudiosos creuen que aquests textos van ser escrits per una sèrie d'autors al llarg de diversos decennis. Com que és impossible determinar quins textos van ser escrits pel mateix Hipòcrates, és difícil saber quines doctrines va originar aquest pensador.
L'existència del Jurament hipocràtic implica que aquesta medicina «hipocràtica» era practicada per un grup de metges professionals lligats (almenys entre ells) per un estricte codi ètic. Els estudiants normalment pagaven una quota per la seva formació (es preveien excepcions per fixar l'import) i establien una relació quasi familiar amb el seu professor. Aquesta formació comprenia alguns cursos teòrics i, sens dubte, una experiència pràctica com a ajudant de professor, ja que el jurament va establir el principi que l'estudiant estigués en contacte amb els pacients. El jurament també imposava límits a allò que el metge podia o no podia fer («fins i tot si m'ho demanen, no prescriuré un medicament mortal») i ofereix una visió sorprenent de l'existència d'una altra categoria de professionals especialitzats, potser els cirurgians («deixaré fer aquesta operació als professionals, especialistes en aquest art»).
L'ensenyament que sorgeix del Corpus hipocràtic aporta tres innovacions que marcaran durant molt de temps la medicina occidental.

#### Observació i raonament

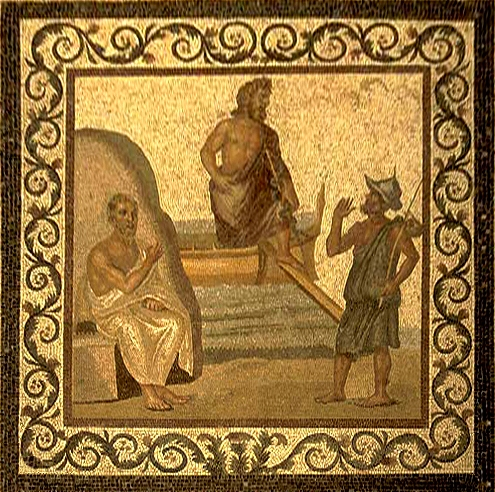
Hipòcrates donant la benvinguda al déu Asclepi amb un habitant de Cos, mosaic del o III, Museu de Cos

En primer lloc, Hipòcrates descarta les consideracions religioses. Així, l'autor de Sobre la malaltia sagrada es compromet a mostrar que l'epilèpsia, anomenada llavors «malaltia sagrada», no era «més divina o més sagrada que qualsevol altra malaltia». La seva prova era simple: la malaltia no ataca més que els «flemàtics» (cf. la teoria dels humors més avall) però, si la malaltia fos realment una visita divina, tothom hauria de poder-se veure afectat per ella. «Totes les malalties són divines i totes humanes», conclou l'autor. Si el tractat Sobre el règim reconeix la importància dels somnis, és perquè els considera –en part– com a símptomes relacionats amb l'estat fisiològic del pacient; si té malsons en repetides ocasions, això pot indicar un trastorn mental. Tanmateix, el Corpus hipocràtic no està totalment exempt de consideracions irracionals: en el mateix tractat, l'autora considera que el somni és la manifestació simbòlica d'un diagnòstic que l'ànima, durant el son, posa sobre el cos que viu. Així doncs, conjuga oniromància i medicina.
La medicina hipocràtica es basa, en general, en l'observació i el raonament. Les Epidèmies inclouen així una sèrie d'observacions diàries que fa el metge sobre el seu pacient: comença per descriure amb precisió els símptomes i després observa dia rere dia l'estat general (calma, agitació) despert i durant el son. El seu examen també se centra en l'estat de la llengua, l'orina i la femta. Es fa un esforç de racionalització: es distingeix entre febre contínua, febre diària, febre terçana o quartana segons el ritme observat en els brots de febre.

#### Un marc teòric
En segon lloc, l'ensenyament d'Hipòcrates intenta donar un marc teòric. El més conegut és la Teoria dels quatre humors (la bilis negra o atrabilis (grec antic: μέλαινα χολή, mélaina kholé), la bilis groga (grec antic: ξανθή χολή, xanthé kholé), la flegma (grec antic: φλέγμα, flegma) i la sang (grec antic: αἷμα, haima) el desequilibri dels quals causa provoca malalties físiques però també trastorns psíquics. Obra de Polibi, gendre i deixeble d'Hipòcrates, aquesta teoria serà divulgada després per Galè. Se sap que altres autors atribuïen la causa de la malaltia als desequilibris entre la calor i el fred, la sequedat i la humitat al cos; se citen també altres humors, sang, bilis, aigua i flegma, per exemple. Tanmateix, altres autors com els de Sobre la medicina antiga o Sobre la naturalesa de l'home adverteixen contra qualsevol temptació de simplificació excessiva: per a ells, el metge ha d'actuar i reflexionar, sobretot, empíricament
A més de la recerca de les principals causes de les malalties, els metges hipocràtics estaven interessats en problemes de caràcter més aviat teòric, com ara el creixement biològic (com l'alimentació contribueix al creixement del cos) i la reproducció (com el semen pot fer néixer un ésser complet). A un nivell més pràctic, estudiaven com funciona el cos humà, amb la qual cosa feren progressar significativament l'anatomia. Per fer-ho, es basaven sobretot en el coneixement clínic: així, el coneixement dels ossos i tendons es basava probablement en l'estudi dels esquinços i altres luxacions. Els metges també van recórrer, a partir d'aquest moment, a la dissecció, però la pràctica seguia sent molt marginal, si no inexistent.

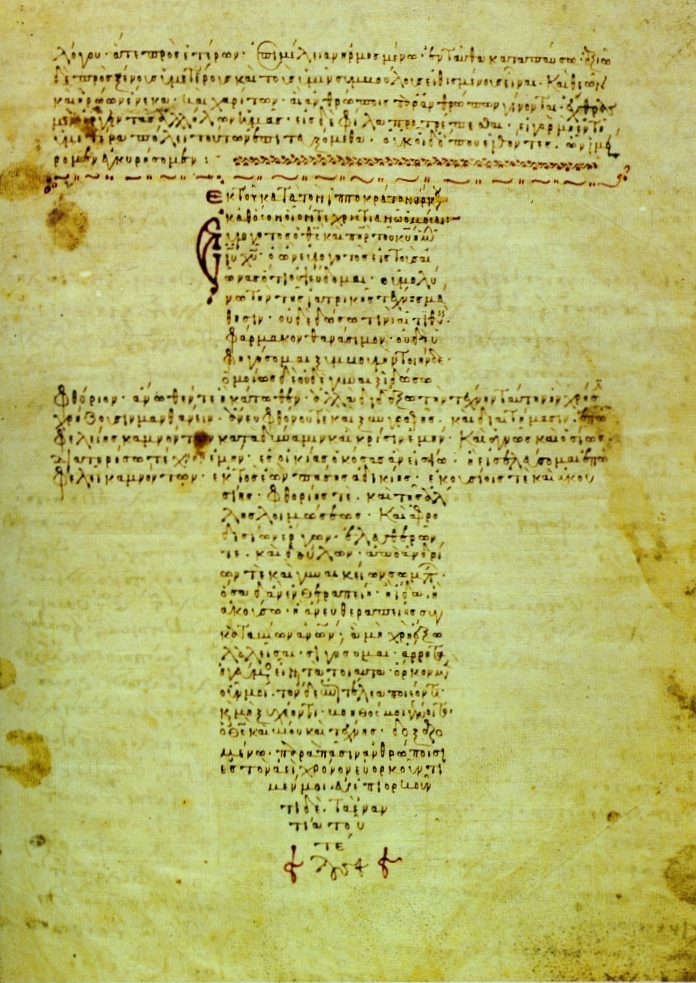
El Jurament hipocràtic en un manuscrit romà d'Orient del, Biblioteca Vaticana.

#### Una deontologia
Finalment, l'ensenyament hipocràtic recolza en una veritable deontologia mèdica, expressada en els tractats Sobre la medicina antiga, Sobre l'honestedat, Sobre el metge, els Preceptes i sobretot al cèlebre Jurament hipocràtic, que comença així:
| « | (català) Per Apol·lo metge i Asclepi, juro: per Higiea, Panacea i tots els déus i deesses als qui poso per testimonis de l'observança d'aquest vot, que m'obligo a complir el que ofereixo amb totes les meves forces i voluntat.(...) Fixaré el règim dels malalts del mode que els sigui més convenient, segons les meves facultats i el meu coneixement, evitant tot mal i injustícia. No m'avindré a pretensions que afecten l'administració de verins, ni persuadiré cap persona amb suggestions d'aquesta mena; m'abstindré igualment de subministrar a dones embarassades pessaris abortius. La meva vida la passaré i exerciré la meva professió amb innocència i puresa.(…) | (grec antic) ὄμνυμι Ἀπόλλωνα ἰητρὸν καὶ Ἀσκληπιὸν καὶ Ὑγείαν καὶ Πανάκειαν καὶ θεοὺς πάντας τε καὶπάσας, ἵστορας ποιεύμενος, ἐπιτελέα ποιήσειν κατὰ δύναμιν καὶ κρίσιν ἐμὴν ὅρκον τόνδε καὶσυγγραφὴν τήνδε:(...) διαιτήμασί τε χρήσομαιἐπ᾽ ὠφελείῃ καμνόντων κατὰ δύναμιν καὶ κρίσιν ἐμήν, ἐπὶ δηλήσει δὲ καὶ ἀδικίῃ εἴρξειν. οὐδώσω δὲ οὐδὲ φάρμακον οὐδενὶ αἰτηθεὶς θανάσιμον, οὐδὲ ὑφηγήσομαι συμβουλίην τοιήνδε: ὁμοίως δὲ οὐδὲ γυναικὶ πεσσὸν φθόριον δώσω. ἁγνῶς δὲ καὶ ὁσίως διατηρήσω βίοντὸν ἐμὸν καὶ τέχνην τὴν ἐμήν. οὐ τεμέω δὲ οὐδὲ μὴν λιθιῶντας, ἐκχωρήσω δὲ ἐργάτῃσιν ἀνδράσι πρήξιος τῆσδε.(…) | » |

Els metges hipocràtics tenien cura de tots els malalts, ja fossin persones lliures o esclaus,, rics o pobres, homes o dones, ciutadans o estrangers. « Allà on hi ha l'amor als homes, també hi ha l'amor a l'art », declara un dels aforismes d'Hipòcrates.

### La medicina hel·lenística

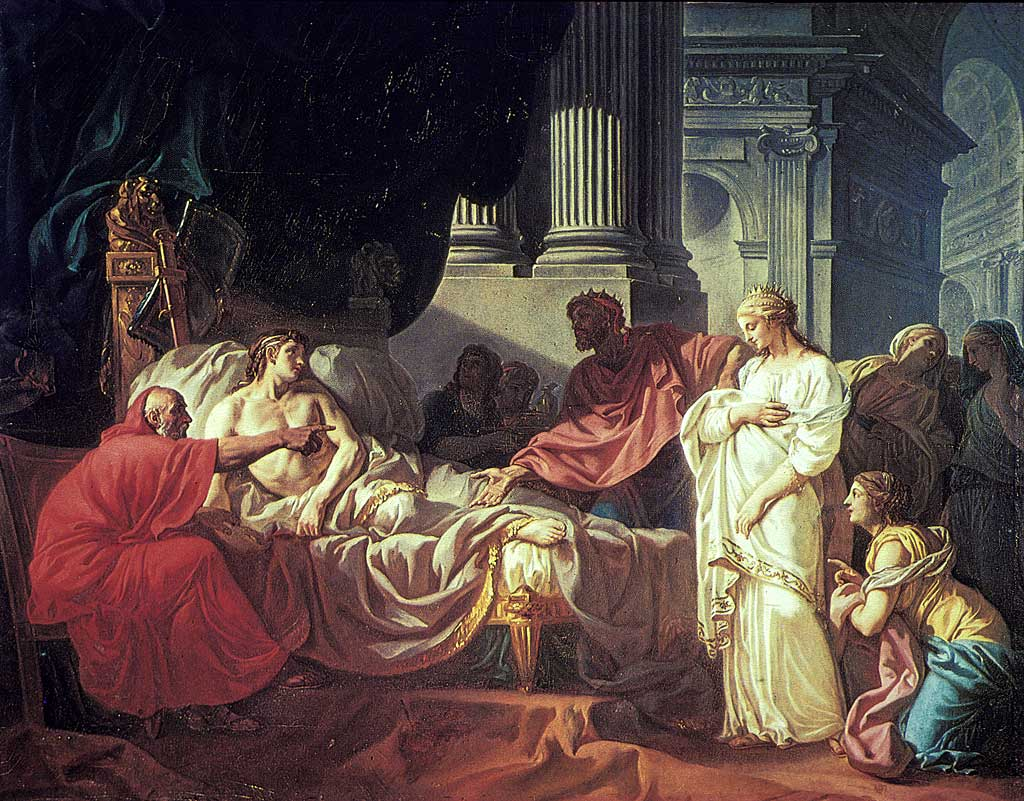
Erasístrat comprèn per què Antíoc està malalt.
Quadre de Jacques-Louis David 1774

Després de Teofrast, el Liceu ja no va produir cap obra original. Tot i que l'interès per les idees d'Aristòtil es va mantenir intacte, generalment foren acceptades a cegues i es van mantenir inamovibles.
No va ser fins al període hel·lenístic, sota la dinastia ptolemaica, que la biologia progressaria de nou. Alexandria esdevingué la capital de la medicina. Els primers professors de medicina en aquest període són Heròfil de Calcedònia i Erasístrat de Keos. Llur principal innovació fou la introducció de la pràctica de la dissecció, amb la qual cosa anaven en contra de les pràctiques religioses que prohibien l'obertura del cos. En el seu tractat Sobre les disseccions, Heròfil descriu el cervell i l'identifica, en contra de la visió d'Aristòtil, com el centre de la intel·ligència i el sistema nerviós el paper del qual en les habilitats motrius i les sensacions havia entès. Distingeix els ventricles principals i descriu el calamus scriptorius (part inferior de la fossa romboide), les «concatenacions corioides» (les meninges) i la confluència dels sins, que més tard s'anomenarà, en el seu honor, premsa d'Heròfil. Va traçar la cartografia de les venes i dels nervis i de llur trajecte al cos. Heròfil es va interessar igualment per l'anatomia de l'ull i del cor. Va fer la distinció entre les venes i les artèries, i féu notar que aquestes últimes presenten una pulsació, mentre que les primeres no. El va descobrir mitjançant una experiència que consistia a seccionar certes artèries i venes del coll de porcs fins a l'aturada del flux. En el mateix sentit, va desenvolupar una tècnica de diagnòstic que utilitzava la distinció entre diferents tipus de pols.
Erasístrat establí una relació entre la complexitat més gran de la superfície cerebral humana en comparació amb altres animals amb la seva intel·ligència superior. De vegades feia experiments per dur a terme les seves investigacions i, fins i tot pesava diverses vegades un ocell engabiat, per tal d'observar la pèrdua de pes entre períodes d'alimentació. Continuant amb la tasca del seu mestre sobre la respiració, va afirmar que el sistema de vasos sanguinis del cos humà estava controlat pel buit, prenent mostres de sang de diversos llocs del cos. Segons la fisiologia d'Erasístrat, l'aire entra al cos, és conduït a través dels pulmons fins al cor, on es transforma en esperit vital, i després és bombat per les artèries de tot el cos. Una part d'aquest esperit vital arriba al cervell, on es transforma en esperit animal, que després és distribuït pels nervis.
Per obtenir més informació sobre l'anatomia interna, Heròfil i Erasístrat van practicar la vivisecció. Segons el testimoni del metge romà Cels, tots dos examinaren la conformació dels òrgans de delinqüents encara vius, posats a llur disposició pel rei. La ciència anatòmica continuà, però, limitada, ja que Heròfil, amb un profund treball sobre els nervis carnials i que en va descobrir set parells, pressuposava que provenien de les meninges quan en realitat emergeixen de l'encèfal.

### Galè

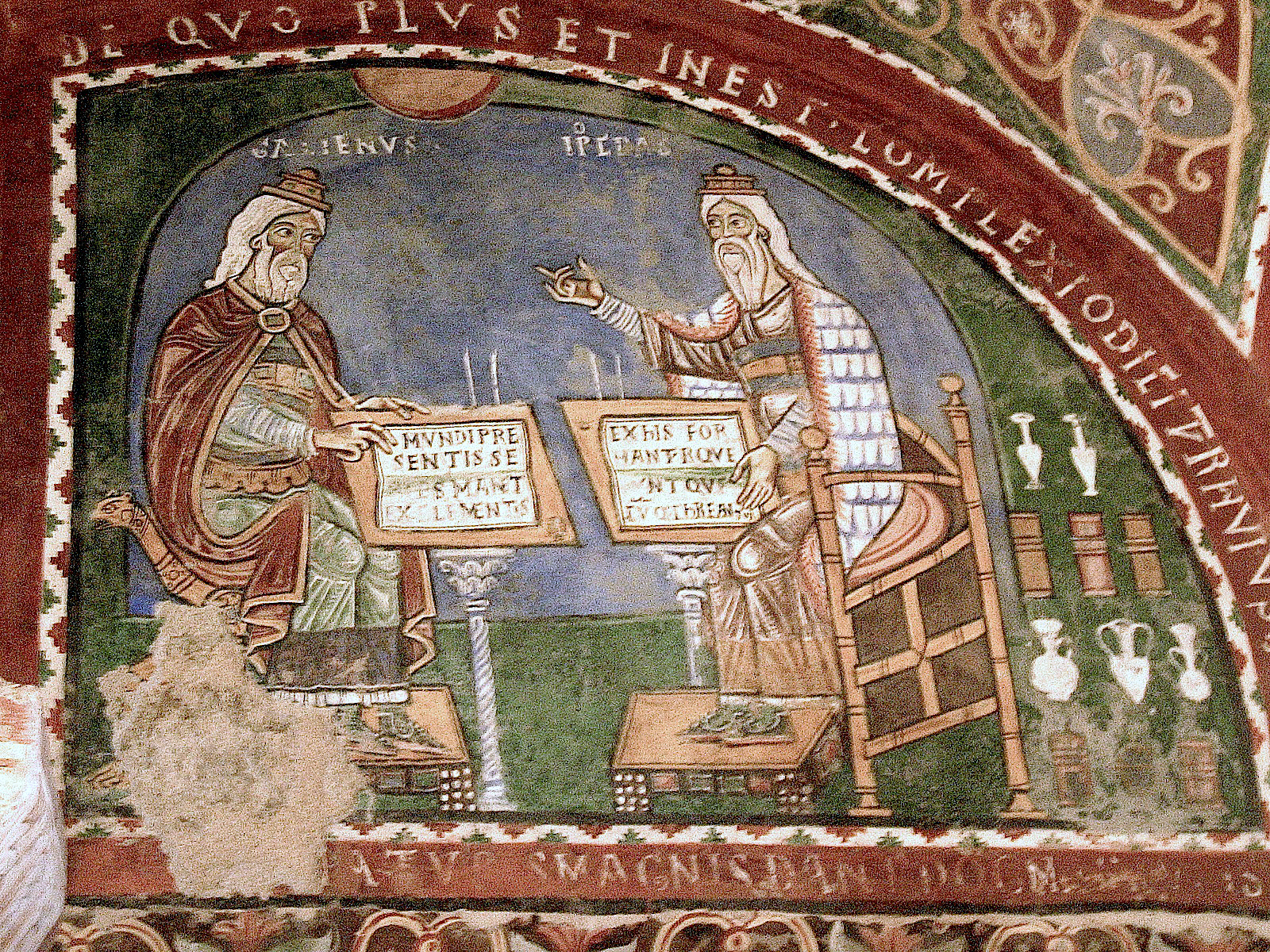
Fresc medieval que representa Galè i Hipòcrates, Anagni

Nascut a Pèrgam l'any 131, Galè va estudiar medicina a Esmirna, Corint i Alexandria. Durant quatre o cinc anys, va treballar amb gladiadors i va adquirir experiència pràctica en traumes profunds. Després d'una breu estada a Roma, es va fer tan conegut que va ser cridat per Marc Aureli i Luci Aureli Ver com a cirurgià dels exèrcits. Després es va convertir en el metge personal de Còmmode i va gaudir del favor imperial fins al final de la seva carrera.
La tradició atribueix a Galè un gran nombre de tractats, dels quals només se'n conserven uns quants. Hi demostra un sòlid coneixement de les obres dels seus predecessors (Hipòcrates, Heròfil, Erasístrat, Asclepi), però també de Plató i Aristòtil. En Que el millor metge és també un filòsof, subratlla la necessitat que el metge tingui una sòlida formació en lògica i biologia teòrica.
Entre les principals contribucions de Galè a la medicina hi havia el seu treball sobre el sistema circulatori. Abans de la investigació de Galè, es creia que les artèries transportaven oxigen en lloc de sang. Va ser el primer a reconèixer que hi ha clares diferències entre la sang venosa (fosca) i l'arterial (brillant). A més d'aquests descobriments, Galè va postular molt més sobre la naturalesa del sistema circulatori. Creia que la sang s'originava al fetge, seguint els ensenyaments d'Hipòcrates. El fetge convertia els nutrients recollits dels aliments ingerits en sang per utilitzar-la en el sistema circulatori. La sang creada al fetge finalment fluiria unidireccionalment cap al ventricle dret del cor a través de la gran vena.Galè també va proposar una teoria sobre com la sang rep l'oxigen dels pulmons per distribuir-lo per tot el cos. Afirmava que l'artèria venosa transporta l'aire dels pulmons al ventricle esquerre del cor per barrejar-se amb la sang creada del fetge. Aquesta mateixa artèria venosa permetria un intercanvi de productes de rebuig de la sang cap als pulmons per a ser exhalats. Per rebre aire dels pulmons del ventricle esquerre, la sang nova necessitava arribar-hi des del ventricle dret. Així, Galè va afirmar que hi ha petits forats al septe que divideixen els costats esquerre i dret del cor; aquests forats permetrien que la sang passés fàcilment per rebre aire i intercanviar els esmentats productes de rebuig. Tot i que els seus experiments anatòmics amb models animals el van portar a una comprensió més completa del sistema circulatori, el sistema nerviós, el sistema respiratori i altres estructures, el seu treball contenia errors científics. Galè creia que el sistema circulatori consta de dos sistemes de distribució unidireccionals separats, en lloc d'un únic sistema de circulació unificat. Creia que la sang venosa es generava al fetge, des d'on era distribuïda i consumida per tots els òrgans del cos. Va plantejar que la sang arterial s'originava al cor, des d'on era distribuïda i consumida per tots els òrgans del cos. Aleshores, la sang es regenerava al fetge o al cor, i es completava el cicle. Galè també creia en l'existència d'un grup de vasos sanguinis que va anomenar rete mirabile al si carotidi.
Ambdues teories sobre la circulació de la sang, posteriorment (a partir dels treballs d'Ibn an-Nafís publicats cap al 1242) van demostrar ser incorrectes.

### Posteritat de la medicina grega

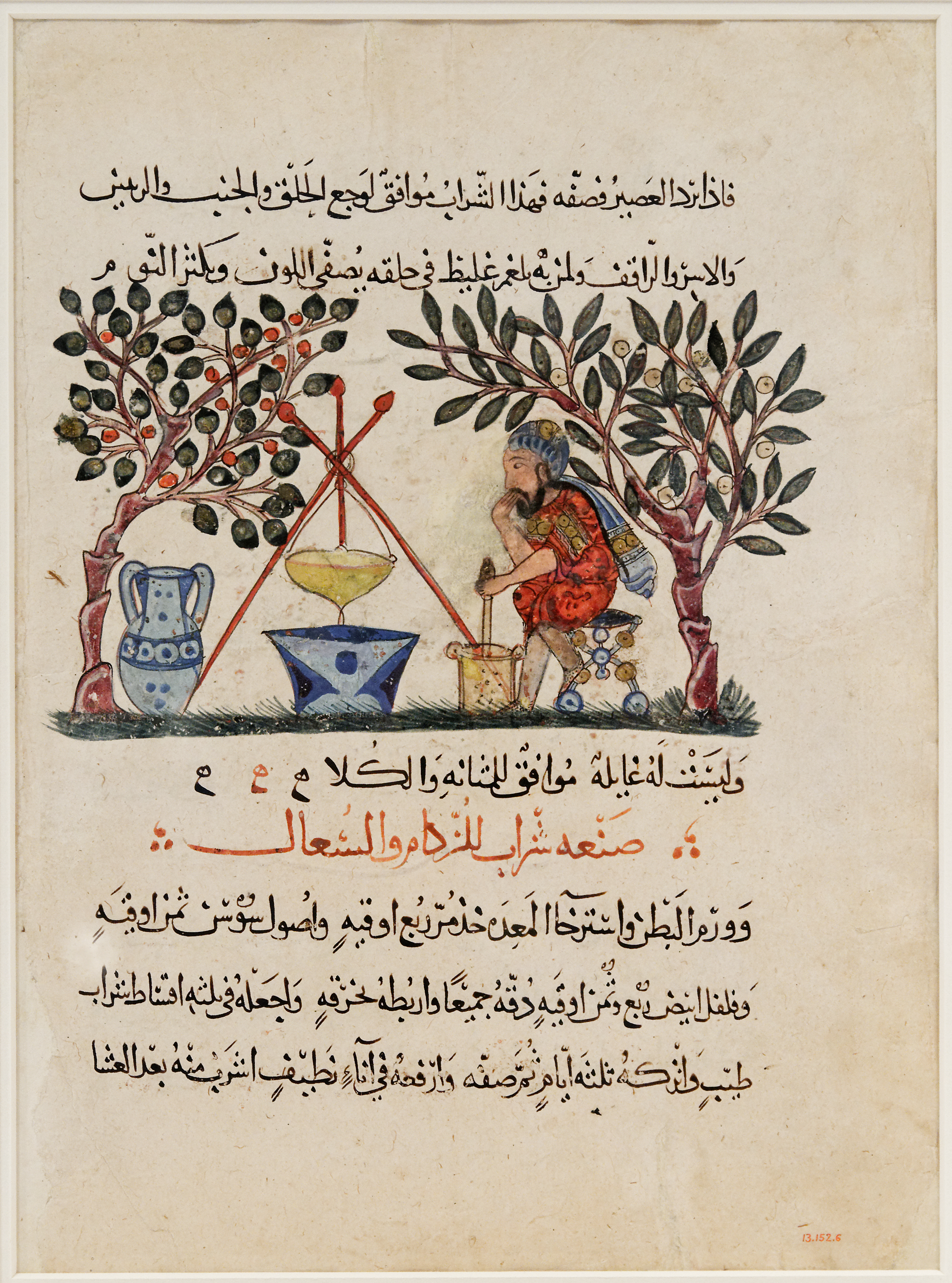
Metge preparant un elixir. Foli d'un manuscrit de la traducció a l'àrab de l'obra de Dioscòrides De Materia Medica, Metropolitan Museum of Art.

A través del contacte perllongat amb la cultura grega, i la conquesta de Grècia, els romans van adoptar un gran nombre d'idees dels grecs sobre medicina. Les reaccions de l'antic Imperi romà amb la medicina grega anaven de l'entusiasme a l'hostilitat, però finalment van adoptar una actitud favorable a la medicina hipocràtica.
Aquesta acceptació va conduir a la propagació de les teories mèdiques gregues a tot l'Imperi romà i en una gran part d'Occident. Després de la caiguda de l'Imperi, però, el suport oficial de l'Església Catòlica als ensenyaments de Galè, va propiciar una única doctrina mèdica políticament acceptable fins al Renaixement. Aquest suport va ser una de les raons principals de l'enorme impacte dels seus ensenyaments, malgrat el seu valor de vegades qüestionable. Per exemple, la teoria de la sagnia es va popularitzar fins al segle xix, malgrat la seva total ineficàcia i el risc extrem que feia córrer el pacient: nombroses persones, inclòs, potser George Washington, van morir com a resultat d'aquest tractament.
Les obres dels grans metges grecs es van conservar en gran part gràcies a Oribasi, un metge grec del segle IV que va reunir en la seva monumental síntesi, Collecta Medicinalia, els textos mèdics grecs més importants. A Alexandria, a principis de segle, es va compilar el corpus de les Summaria Alexandrinorum, que fou la forma en la qual els ensenyaments d'Hipòcrates i Galè es van transmetre a l'edat mitjana, primer als àrabs i després als occidentals.
Si bé uns quants precursors de l'atomisme a l'antiguitat, com Lucreci, van desafiar la visió teleològica de les idees d'Aristòtil sobre la vida, la teleologia (i després de l'auge del cristianisme, la teologia natural) romandria al cor del pensament biològic fins als segles XVII i XIX. D'aquí les paraules d'Ernst Mayr: «no s'ha descobert res que tingués conseqüències reals en la biologia després de Lucreci i Galè fins al Renaixement». Les idees d'Aristòtil sobre la història natural i la medicina van perdurar, però van ser acceptades cegament.

## Professions mèdiques

### Metges

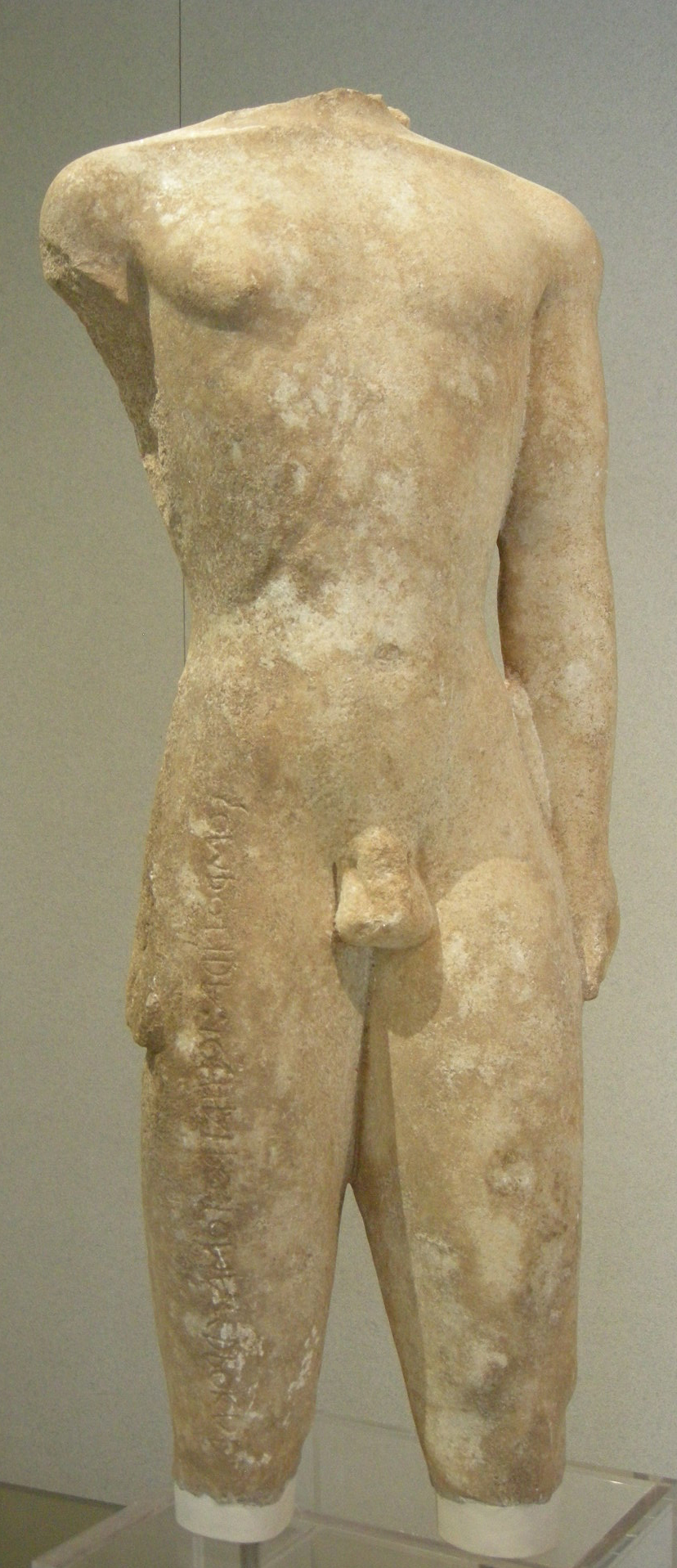
Esment epigràfic més antic d'un metge grec anomenat Somrotides: inscripció a la cuixa d'un curos de Mègara Hiblea,.

#### Metges i xarlatans
Els tractats que conformen el Corpus hipocràtic no sempre estan escrits pel que en diríem un metge. Aristòtil reconeix així tres categories de persones capacitades per parlar de medicina : el pràctic facultatiu (grec antic: δημιουργός / demiurgós), el professor de medicina o metge erudit (grec antic: ἀρχιτεκτονικός / arkhitektonikós) i l'home culte que ha estudiat medicina durant el seu curs general. Els sofistes també afirmen poder ensenyar, entre altres disciplines, medicina. Tanmateix, en el mateix Corpus hipocràtic es fa una distinció entre el metge i el profà d'una banda (Sobre la medicina antiga), i el metge i el xarlatà, d'altra banda (Sobre la malaltia sagrada).
En efecte, el títol de metge no estava subjecte a cap control: qualsevol podia establir-se com a tal. La demostració del seu talent podia passar per una disputa oratòria amb un col·lega, però el millor mitjà per aconseguir una clientela passava per la pràctica quotidiana i la notorietat. Els grecs ignoraven el col·loqui singular: el metge no estava mai sol amb el pacient, ja fos a la consulta o a la visita; intervenien persones de l'entorn i eventuals curiosos. Fins i tot podia passar que un col·lega s'immiscís en una consulta per proporcionar un diagnòstic diferent: « un pacient sembla desnonat tant per al metge que el tracta com per a altres persones; arriba un segon metge que declara que el pacient no sucumbirà, sinó que perdrà la vista.» Un mal metge no està subjecte a cap altra sanció que la pèrdua de reputació.

#### Formació

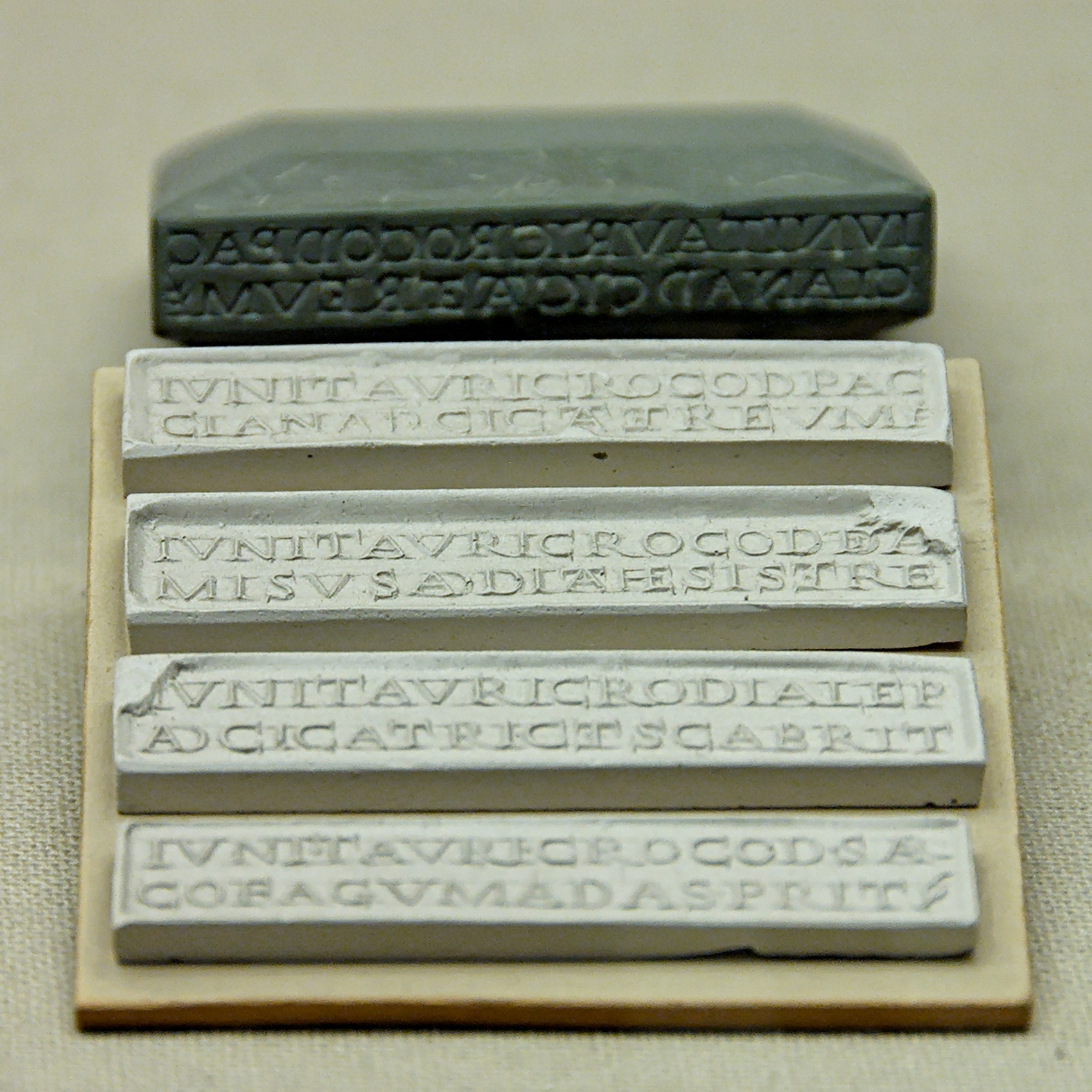
Segell de pedra per marcar els kollyria, model inscrit en llatí comparable als segells grecs, segles I-III, British Museum.

La formació dels metges es feia la major part del temps mitjançant l'aprenentatge. Els deixebles aprenien de llur mestre l'art del diagnòstic i el pronòstic, així com els actes mèdics: sagnies, ènemes, col·locació de ventoses però també actes quirúrgics com la trepanació. Altres optaven per un curs més teòric: viatjaven a través de la Mediterrània, assistien a diferents escoles de medicina. Aquells que completaven els estudis a través de l'estudi de les pràctiques màgiques no eren infreqüents. Així, al segle I, el metge Tessalos, després d'aprendre la medicina dialèctica, va anar a Diospolis (Tebes) per aprendre les virtuts de les plantes. Aquest aprenentatge passava per l'astrologia i una consulta a Asclepi, per mediació d'un sacerdot egipci.
Com era el cas de molts oficis a l'antiga Grècia, la medicina era un assumpte de família. Hipòcrates era fill, net, pare i avi de metges, pertanyia a la família dels Asclepíades en la qual, segons Galè, « els infants aprenen de llurs pares, des de la infància, a dissecar com a llegir i a escriure. » el jurament hipocràtic exigia al metge transmetre els seus coneixements al seu fill i inversament, es considerava normal per al fill d'un metge triar la professió del pare. Els metges eren sovint homes lliures, que havien adquirit uns coneixements mèdics teòrics i podien rebre el privilegi de l'exempció d'impostos; s'esdevenia també que els esclaus aprenien medicina empíricament, observant el seu amo, que era un metge, o a petició del seu amo que vol beneficiar-se d'un metge privat. Aquests esclaus, als quals Plató anomena ajudants mèdics, grec antic: ὑπηρέται τῶν ἰατρῶν, podien rebre llavors la ciutadania com a recompensa.
Contràriament a Egipte de Grècia no se sap que el metge de capçalera, ni la cirurgia ni la ginecologia fossin especialitats. Les escoles de Cos i Cnidos van deixar, tanmateix, tractats d'aquestes dues disciplines respectivament. Es coneix l'existència d'oftalmòlegs, que guarien a base de kol·lúria, grec antic: κολλὐρια, és a dir emplastres sòlids, modelats en forma de bastonets. Existien també dentistes, capaços d'empastar les dents corcades. Els exèrcits tenien metges militars,especialitzats en la cura dels ferits.

#### Metges públics

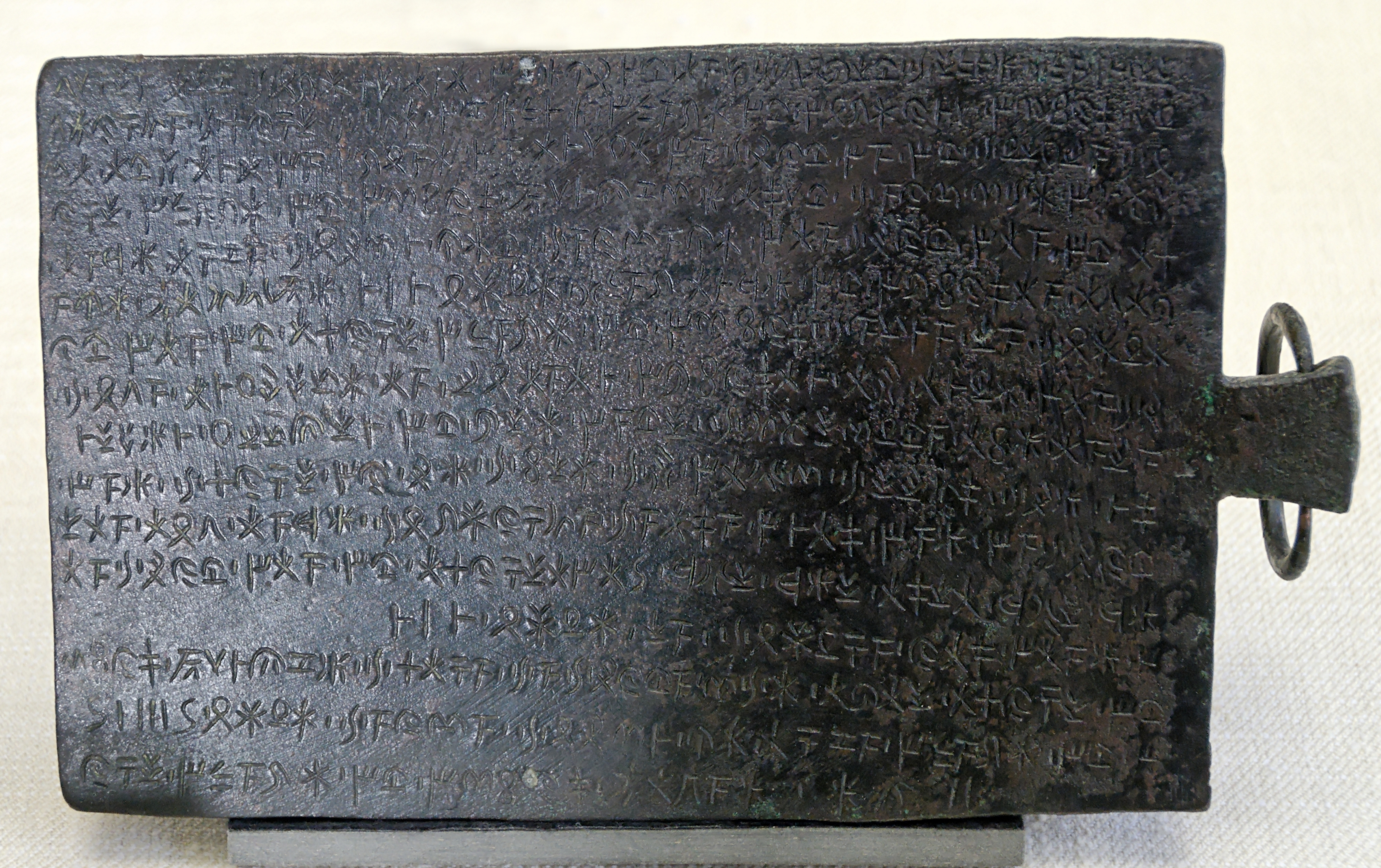
Decret del rei d'Idàlion a favor del metge Onasilos i dels seus germans,amb els honoraris per les cures dispensades als ferits després del setge de la ciutat pels Medes (478-470 aC), Cabinet des Médailles.

Alguns metges eren pagats per la mateixa ciutat. Un reputat metge del segle v aC, Demòcedes de Crotona: va fer carrera primer a Egina, després a Atenes i a Samos, abans de ser capturat pels perses i entrar al servei del rei Darios I el Gran, al qual va curar d'una afecció al peu.. En relatar aquest episodi de la vida de Darios, Heròdot afirma, per primera vegada en la literatura grega, la superioritat de la medicina grega sobre la medicina egípcia. A Egina, Demòcedes guanyava un talent per any des del segon any i, a Atenes, cent mines. Una placa de bronze de la mateixa època (vegeu la il·lustració) mostra que un tal Onasilos i els seus germans van ser contractats per Idàlion de Xipre per ser metges públics.
El Gòrgies descriu el procediment de selecció practicat a Atenes: corresponia a l'Ekklesia d'examinar les qualificacions dels candidats i seleccionar els més capaços. Aquests últims havien d'al·ludir a llur formació, citar llur mestre i presentar els casos de malalts que havien curat.El sofista Gòrgies assenyala que un bon orador és més probable que guanyi un company més competent, però menys loquaç.

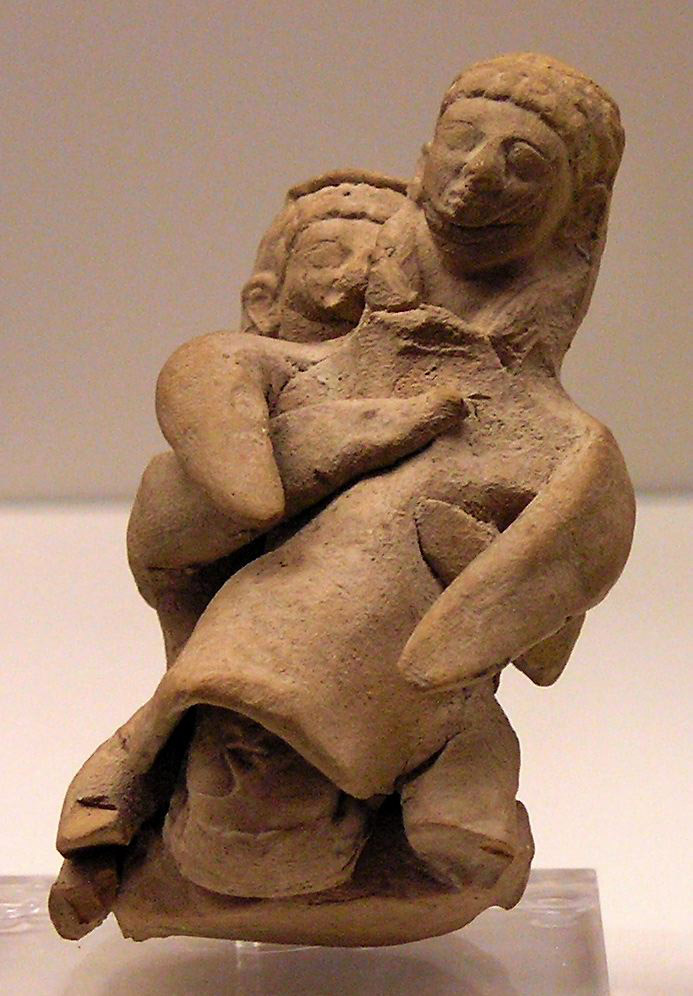
Llevadora assistint una partera, figureta de terracota grega de Xipre, principis del segle V aC., Museu Arqueològic Nacional d'Atenes

El metge contractat disposava d'un dispensari, grec antic: ἰατρεῖον / iatréion, local destinat a les consultes. Els medicaments receptats eren reemborsats per l'Estat a través d'un impost especial, el iatrikon, grec antic: ἰατρικόν. En general, però, no es tracta tant d'establir un sistema d'atenció gratuïta, com la moderna seguretat social, com de tenir un metge competent sempre a la mà a les ciutats, on l'estat de salut era sovint precari (cf. la « pesta » d'Atenes del 430-429 aC) i l'activitat sísmica sovint present. Tot això sense comptar els possibles conflictes armats, que també eren freqüents (p. ex. guerres mèdiques).
Les inscripcions en honor dels metges públics ens permeten saber quines qualitats s'esperaven d'aquest professional. Així, una estela de Samos datada el 201-197 aC lloa Diodor, fill de Dioscòrides, per estar, durant un sisme, « compartit per igual entre tots per donar alleujament a tothom » i « haver posat el socors comú per damunt de tota fatiga i de tota despesa. »

### Altres professions de la salut
Atès que els remeis grecs eren elaborats a partir d'espècies i plantes, el farmacèutic (grec antic: φαρμακοπώλης / farmakopoles) ocupava un lloc important en el sistema de cures, fins i tot si el metge preparava els seus propis remeis. El farmacèutic preparava els medicaments prescrits pel metge, però també remeis venuts directament. Així a Les tesmofòries (v. 504), Aristòfanes descriu el marit d'una dona a punt de parir, corrent «per les botigues per comprar específics per accelerar el part».
Una altra professió important era la de llevadora. Si bé hi havia algunes metgesses, les llevadores i infermeres eren molt nombroses. Fenàreta, la mare de Sòcrates, era llevadora, i Sòcrates fa servir el part com a metàfora del seu art, la maièutica.
Finalment, els pedotribes eren els responsables de l'ensenyament esportiu al si del gimnàs. Aprenien sovint a la feina, i eren alhora dietistes, massatgistes i cinesioterapeutes: havien d'encarregar-se dels esquinços, luxacions, tendinitis i altres traumatismes corrents en la pràctica de l'esport. Alguns recorrien a la pròpia medicina: Heròdic de Selímbria, esmentat diverses vegades per Plató.